# Alberto Zuliani
Alberto Zuliani (Roma, 8 maggio 1940) è uno statistico italiano.
Dal 1993 al 2001 è stato presidente dell'ISTAT.

## Biografia
Laureato in Scienze statistiche e demografiche presso l'Università La Sapienza di Roma il 31 ottobre 1963, è stato assistente presso la cattedra di Statistica della facoltà di Economia e commercio dell’Università di Roma “La Sapienza” e, dal 1970, professore incaricato di Demografia. Dal 1975 al 1980 è stato professore ordinario di Statistica presso la facoltà di Scienze statistiche, demografiche e attuariali dell’Università di Padova.
Dal 1981 al 2010 è stato professore ordinario di Statistica presso la Facoltà di Economia dell’Università di Roma “La Sapienza”. 
Nel 1987 è entrato nel Consiglio dell'ISTAT e nel 1993 ne è diventato presidente, mantenendo la carica fino al 2001. Da agosto 1993 ad aprile 2001, nella sua veste di presidente dell'Istituto, è stato anche presidente della Commissione per la definizione dei collegi elettorali.
È socio della Società italiana di statistica (di cui è stato presidente per il quadriennio 1988-1992), della Società italiana di economia, demografia e statistica e dell’Associazione italiana di valutazione. Ha spesso collaborato con la Pubblica amministrazione per l'elaborazione di nuovi strumenti di analisi ed ha avanzato proposte per migliorarne l'efficienza. 
Dal 2012 al 2016 è stato presidente del Nucleo di valutazione della Scuola internazionale superiore di studi avanzati di Trieste (SISSA).